# Mejlech Chmielnicki
Mejlech Chmielnicki (ur. 1885, zm. 1946) – żydowski lekarz, poeta i pisarz tworzący w języku jidysz.

## Życiorys
Urodził się w okolicach Kijowa, dzieciństwo i młodość spędził w Galicji, od 12 roku życia mieszkał we Lwowie. Studiował medycynę we Lwowie i w Wiedniu, gdzie następnie podjął praktykę lekarską. Początkowo pisał poezję w języku polskim, po otwarciu dziennika „Lemberger Togblat” zaczął tworzyć w języku jidysz. Był przedstawicielem ruchu literackiego Jung Galicje. Pod jego okiem w „Lemberger Togblat” debiutował Michał Weichert.
Podczas pobytu we Wiedniu publikował w czasopiśmie „Kritik”, współpracował także z gazetami „Wilner Tog”, „Najer Fołksbłat” i „Lodzer Tageblat”.
Od 1939 roku mieszkał w Nowym Jorku. Pisał artykuły dla nowojorskiego dziennika „Jewish Daily Forward”. Był tłumaczem twórczości pisarzy jidyszowych na język polski, tłumaczył m.in. dzieła Icchoka Lejba Pereca i Abrahama Rajzena, tłumaczył także poezję polską i niemiecką na język jidysz.